# Собакоголовий вуж звичайний
Собакоголо́вий вуж звича́йний (Cerberus rynchops) — вид отруйних змій родини гомалопсових (Homalopsidae). Має 2 підвиди.

## Опис
Загальна довжина коливається від 60 см до 1 м. Голова за формою дещо нагадує морду собаки, цю схожість надає широка та довга верхня щелепа. Голова довга, чітка відмежована від шиї. Очі маленькі з круглими зіницями. Є заданьоборознисті отруйні ікла. Тулуб кремезний, витягнутий. Хвіст куций. Є 132—160 вентральних щитків, 49—72 підхвостових щитків, 1 анальних розділений щиток, 49—72 заанальних розділених щитків.
Забарвлення спини темно-сірого, коричневого, оливкового або чорного кольору зі слабко помітними темними плямами й темними лініями з боків голови. Черево має кремовое забарвлення з 2 рядками великих плям сірого кольору.

## Спосіб життя
Полюбляє гирла річок, мангрові зарості, солонувату воду, мілину у морі. Добре й швидко плаває. Гарно лазить по деревах поблизу води. Активний здебільшого вночі, інколи вдень. Харчується рибою, зокрема вуграми, стрибунами, бичками, а також крабами, креветками, жабами.
Це яйцеживородна змія. Самиця народжує від 8 до 26 дитинчат завдовжки 17,8—19 см.
Отрута не сильно токсична, не становить загрози життю людини.

## Розповсюдження
Мешкає на півночі та заході Австралії, на острові Нова Гвінея, в Індонезії, Малайзії, Камбоджі, на Філіппінських островах, у Бангладеші, у штаті Гуджарат, на Нікобарських та Андаманських островах (Індія), у М'янмі, на острові Шрі-Ланка.

## Підвиди
- Cerberus rynchops rynchops
- Cerberus rhynchops novaeguineae